# Aloe delphinensis
Aloe delphinensis ist eine Pflanzenart der Gattung der Aloen in der Unterfamilie der Affodillgewächse (Asphodeloideae). Das Artepitheton delphinensis stammt aus dem Lateinischen, bedeutet ‚vom Delphin‘ und verweist auf das Vorkommen der Art bei Fort-Dauphin.

## Beschreibung

### Vegetative Merkmale
Aloe delphinensis wächst stammbildend, verzweigt von der Basis aus und bildet lockere Gruppen. Die aufrechten oder ansteigenden Triebe sind bis zu 30 Zentimeter lang und 1 Zentimeter breit. Die linealischen Laubblätter sind entlang der Triebe zerstreut angeordnet. Ihre grüne bis rotgrüne Blattspreite ist 15 bis 25 Zentimeter lang und 1,5 Zentimeter breit. Die rötlich Zähne am Blattrand sind klein und stehen gedrängt. Die Blattscheiden sind etwa 1 Zentimeter lang. Sie sind rotbraun und besitzen dunklere Adern.

### Blütenstände und Blüten
Der einfache Blütenstand ist 18 bis 28 Zentimeter lang. Die lockeren, zylindrischen Trauben sind etwa 8 Zentimeter lang und 6 Zentimeter breit. Sie bestehen aus etwa 15 Blüten. Die rotbraunen, dreieckigen Brakteen weisen eine Länge von 2 Millimeter auf. Die roten Blüten werden zu ihrer Spitze hin weißlich und besitzen grünliche Mittelrippen. Sie stehen an 15 bis 18 Millimeter langen Blütenstielen, die im Knospenstadium fast horizontal sind. Die Blüten sind 25 Millimeter lang und oberhalb des Fruchtknotens sehr leicht verengt. Die Staubblätter ragen leicht und der Griffel ragt nicht aus der Blüte heraus.

## Systematik, Verbreitung und Gefährdung
Aloe delphinensis ist auf Madagaskar auf Granitfelsen in einer Höhe von 100 Metern verbreitet.
Die Erstbeschreibung durch Werner Rauh wurde 1990 veröffentlicht.
Aloe delphinensis wird in Anhang I des Washingtoner Artenschutz-Übereinkommen geführt.

## Nachweise